# Spinello (Santa Sofia)
Spinello è una frazione del comune di Santa Sofia (FC).
Situata su di un altopiano dell'Appennino romagnolo a 850 metri slm, dista circa 9 km dal capoluogo comunale e 43 km sia da Forlì, sia da Cesena.
La popolazione stimata è di circa 220 abitanti.

## Storia
La rocca di Spinello, con bastioni e torri, venne eretta nell'Alto Medioevo; le prime notizie risalgono al XIV secolo, quando apparteneva agli Ubaldini di Carda (o di Apozzo). Nel 1364 fu probabilmente concessa agli Ubertini dagli abati galeatesi. Poiché gli Ubertini erano di parte ghibellina, contro di essi nel 1404 si mosse Jacopo Salviati, capitano della Repubblica di Firenze,  che distrusse Monteriolo e gli altri castelli intorno, bruciò il borgo di Spinello posto ad oriente del castello, ma la fortezza rimase inespugnata. Il 18 dicembre 1433 Spinello viene scelta come residenza da Baldaccio d'Anghiari (o da Citerna), che vi rimase fino metà del 1434. Nel 1455 il territorio  venne nuovamente devastato dalle truppe fiorentine, e venne distrutto anche il monastero di Sant'Uberto alla Trappola che dominava la stretta gola dei monti. 
L'antico borgo di Spinello, che aveva una chiesa parrocchiale dedicata a S. Nicolò, venne abbandonato e l'attuale paese sorse più in basso, dalla parte opposta rispetto al castello.
Spinello fu quindi frazione del comune di Mortano dal 1828 fino al 1924, quando quest'ultimo venne soppresso e il suo territorio incorporato nel comune di Santa Sofia.

## Monumenti e luoghi d'interesse

### Chiesa di Santa Maria in Equis
Appartenne alla Congregazione dei Camaldolesi fin dal 1299, poiché dipendeva dall'abbazia di Bagno. Nel 1785 venne annessa alla diocesi di Sansepolcro.
Nel 1911 la struttura della chiesa era:
Il terremoto del 1918 distrusse la chiesa. Ricostruita nel 1920, venne consacrata il primo ottobre 1921 dal vescovo di Sansepolcro mons. Pompeo Ghezzi. È in stile romanico, lunga 15 m, larga 8 m ed alta 18 m. Fu poi restaurata tra il 1940 ed il 1944 da don Domenico Zanchini. Negli anni ‘70 fu abbandonata e con il terremoto del gennaio 2003 è parzialmente crollata.

### Giardino dei Pensieri Solidi
Il Giardino dei Pensieri Solidi è una serie di opere scultoree collocate nel centro storico e lungo i viali alberati del villaggio turistico Spinello Monte.
Nel 1997 la Proloco di Spinello, con la collaborazione di tutti gli abitanti, posò la prima scultura. Ad oggi sono 33 tra sculture, ceramiche e dipinti. 25 sono gli artisti, poeti, scultori, ceramisti, pittori che hanno collaborato alla realizzazione delle opere.
Nel 2001 è stata costruita in loco e collocata la Fontana GULULEDA. Il nome ricorda il gorgheggiare dell'acqua ed è stato ideato da Pasqualino Versari in omaggio a: GU (Tonino Guerra) LU (Mario Luzi) LE (Leopardi) DA (Dante).

## Sport
A pochi metri dal centro storico sorge il complesso sportivo Sportilia, luogo di ritiro degli arbitri di calcio italiani, squadre estere di diversi sport e altri raduni.
Il lago della frazione ospita periodicamente attività di pesca sportiva (trote e carpe).